# Hà Bắc, Thiên Tân
Hà Bắc (chữ Hán giản thể: 河北区, âm Hán Việt: Hà Bắc khu) là một quận thuộc thành phố trực thuộc trung ương Thiên Tân, Cộng hòa Nhân dân Trung Hoa. Hà Bắc có diện tích 27 km², dân số cuối năm 2004 là 620.000 người. Về mặt hành chính, quận này được chia thành các đơn vị hành chính gồm 10 nhai đạo: Vọng Hải Lâu, Quang Phục Đạo, Hồng Thuận Lý, Tân Khai Hà, Thiết Đông Lộ, Kiến Xương Đạo, Ninh Viên, Vương Xuyến, Trường, Giang Đô Lộ, Nguyệt Nha Hà.